# Клер (Приморска Сена)
Клер (фр. Clères) насеље је и општина у северној Француској у региону Горња Нормандија, у департману Приморска Сена која припада префектури Руан.
По подацима из 1999. године у општини је живело 1266 становника, а густина насељености је износила 111 становника/km². Општина се простире на површини од 11,36 km². Налази се на средњој надморској висини од 113 метара (максималној 181 m, а минималној 63 m).

## Демографија
| 1962. | 1968. | 1975. | 1982. | 1990. | 1999. |
| ----- | ----- | ----- | ----- | ----- | ----- |
| 1.006 | 1.055 | 1.091 | 1.302 | 1.254 | 1.266 |

График промене броја становника у току последњих година